# 모리 다카모토
모리 다카모토(일본어: 毛利 隆元, 1523년 ~ 1563년 9월 18일)는 센고쿠 시대의 무장으로, 아키(安芸)의 슈고 다이묘(守護大名), 센고쿠 다이묘(戦国大名)이다.
원래 성은 오에(大江)씨. 가계는 오에 히로모토(大江広元)의 4남 모리 히데미쓰(毛利季光)를 시조로 하는 고쿠진 영주(国人領主, 지방 토착 영주) 모리씨.
모리 모토나리(毛利元就)의 장남으로 모리 가문 제 13대 당주가 되었다. 스오국·나가토국·아키국·빈고국·빗추국의 슈고로서, 모리 가문의 주고쿠 지방 지배를 반석에 올려 놓았다. 아들은 후의 도요토미 고다이로가 된 모리 데루모토(毛利輝元).
아버지보다 먼저 세상을 떴기 때문에, 당주로서 실권을 쥐고 있지는 않았지만(에도 시대까지는 가독을 승계한 것조차 거의 알려져 있지 않았다), 뛰어난 내정 수완으로 부친 모토나리를 보좌했다.
정실은 오우치 요시타카(大内義隆)의 양녀(나가토 슈고다이(守護代) 나이토 오키모리(内藤興盛)의 딸)인 오자키노쓰보네(尾崎局). 관위는 종사위하 다이젠다이부(大膳大夫). 증(贈) 정삼위. 오우치 요시타카에게 헨기(偏諱)로 다카(隆) 자를 하사받았다.

## 생애

### 탄생 ~ 인질시대
다이에이 3년(1523년), 모리 모토나리의 적남으로서 아키국 다지히사루카케성(多治比猿掛城)에서 태어났다.
덴분 6년 12월 1일(1537년), 당시 모토나리가 종속되어 있던 스오의 전국 다이묘 오우치 요시타카에게 인질로 보내져 야마구치(山口)에서 인질 생활을 하게 되었지만, 빈객에 가까운 대우를 받으면서 대단히 우아한 생활을 누렸다. 쇼유타로(少輔太郎, 다카모토의 아명)는 동생인 다카카게(隆景) 만큼은 아니지만 상당히 단정한 용모였기 때문에, 요시타카가 굉장히 총애했다고 한다. 같은 해 요시타카를 에보시오야(烏帽子親, 관례 시의 대부(代父))로 하여 관례를 올려 요시타카의 이름에서 다카(隆)라는 글자를 받아 다카모토(隆元)라고 칭했다. 또한, 다음해에는 요시타카의 양녀를 정실로 맞아들인다. 적남 다카모토를 인질로 보냈기 때문에 모리 가문은 오우치 가문에게 절대적인 신뢰를 받게 되었다. 다카모토는 요시타카와의 교류에 따라 상당한 지식과 교양을 익히게 된 반면, 필요 이상으로 온화한 성격이 되었다. 당시의 다카모토의 우아한 생활상은 <<모리 다카모토 공 야마구치 두류일기(毛利隆元公山口逗留日記)>>에 기록되어 있다.
또한, 야마구치에 머물고 있는 다카모토는 오우치 가문의 중신 나이토 오키모리(内藤興盛)와 에라 후사히데(江良房栄), 그리고 같은 인질 신세의 아마노 다카쓰나(天野隆綱)등과도 친교를 맺었다. 특히 동년배였던 스에 다카후사(陶隆房, 후의 스에 하루카타(陶晴賢))와 히로나카 다카카네(弘中隆包)와는 친교가 깊어, 귀국 후에도 오우치 가문과의 외교 정책의 일환으로 서로 연락을 취했다고 한다.
덴분 9년(1540년), 요시타카로부터 요시다 고리야마성(吉田郡山城)으로 돌아가는 것을 허락 받았다. 첫 출진은, 그 직후에 발발한 요시다 고리야마 전투(吉田郡山合戦) 또는 제1차 갓산토다성 전투(第一次月山富田城の戦)라고 한다. 후세의 저작에서도 이에 대한 기술은 전자와 후자로 나뉘어 있어, 다카모토의 첫 출진 시기가 언제인지는 정확하게 알려져 있지 않다. 어쨌든, 다카모토는 모토나리와 함께 갓산토다 성 공격에 종군하여, 그 후의 퇴각전 등의 아수라장을 경험하였다.

### 가독상속 ~ 이쓰쿠시마 전투
덴분 15년(1546년), 모토나리가 갑자기 은거의 뜻을 밝혔기 때문에, 가독을 상속받아 모리 가문의 제 13대 당주가 되었다. 단, 이에 대해서는 모토나리가 후방에서의 모략 활동을 펼치기 쉽게 하기 위한 일종의 의식에 불과하다는 견해가 강하다. 사실, 모토나리는 은거한 뒤에도 모리 가문의 실권을 장악하고 있고, 다카모토는 여전히 모토나리 휘하의 일개 무장으로 취급받고 있었다. 일반적으로 모토나리가 정식으로 은거를 표명한 것은 고지 3년이라고 되어 있으나, 다카모토에게 실제로 모리 가문의 실권이 이양된 적은 없었다.
또한 이 즈음부터, 모토나리의 요청에 의해 노신 시지 히로요시(志道広良)가 다카모토의 교육을 맡게 되었다. 다카모토는 온화하고 교양이 풍부한 문치파 장수로 유명했지만, 반면에 무장으로서의 기개와 재치가 부족한 부분이 있었기 때문에, 그것을 걱정한 모토나리와 히로요시로부터 몇 번씩이나 훈계를 들었다. 히로요시가 남긴 「군신은 물과 배와 같은 것 (君臣は水と船の如く)」이라는 말은, 이 시기에 나온 것으로 여겨진다. 또한, 모토나리가 보낸 편지에서 「노와 기예와 위안은, 모두 쓸모 없다. 단지 전략, 계략, 조략이 중요할 뿐. 계략이 많으면 이기고, 적으면 지는 것이다. (能や芸や慰め、何もかも要らず。ただ武略、計略、調略が肝要に候。謀多きは勝ち、少なきは負け候と申す)」이라고 거듭 질책 받았다. 모토나리의 말로 미루어볼 때, 당시의 다카모토는 요시타카의 영향인지 문예와 유흥으로 시간을 보내는 일이 많았던 듯하다.
덴분 18년(1549년), 오우치 요시타카의 양녀로 오우치 가문의 중신 나이토 오키모리의 딸과 결혼한다. 후에 이 여성은 다카모토가 생활하던 저택 오자키마루(尾崎丸)로부터 이름을 따서 오자키쓰보네(尾崎局)라고 불렸으며, 고즈루마루(幸鶴丸, 후의 모리 데루모토)를 포함해 1남 1녀를 낳았다. 다카모토는 이 여성을 깊이 사랑하여, 평생 측실을 두지 않았다. (전장에서 부인에게 보낸 「별일은 있는 것은 아니지만, 요시다에 돌아간다는 자가 있다고 하여 편지를 쓴다」라는 성실한 문장으로 시작하는 편지가 남아 있다.)
덴분 19년(1550년), 아버지 모토나리의 주도 하에 전횡이 심했던 이노우에 일당을 숙청하여, 이노우에 모토카네(井上元兼) 등의 중신 일파가 살해당했다. 그 뒤, 새로운 모리 가문의 행정관료 조직으로, 다카모토 직속의 고부교 제도가 발족하였다. 다카모토의 측근인 아카가와 모토야스(赤川元保)를 필두로 하여, 구니시 모토스케(国司元相), 아와야 모토치카(粟屋元親)에, 모토나리의 측근인 고다마 나리타다(児玉就忠)와 가쓰라 모토타다(桂元忠)가 참여하였다. 이 조직의 창설에 다카모토가 크게 공헌했다고 하나, 주도권을 쥐고 있던 것은 역시 모토나리였다. 또한 이 고부교 제도 자체도 당초에는 친 다카모토파 관료들과 친 모토나리파 무장들과의 대립에 의해 운영이 원활하지 않아, 모토나리도 다카모토도 골치를 썩였다. 그러나, 다카모토가 이 시기에 쓴 훈계장의 대부분의 조문들은, 후의 모리 가문의 가훈에 수록되어, 종가운영의 모범으로 여겨졌다.
덴분 20년(1551년), 오우치 요시타카가 중신 스에 타카후사(스에 하루카타)에 의해 자결하게 되자(다이네이지의 변), 언젠가 스에 씨가 모리 가문을 공격해 올것이라고 판단하여 스에 타도를 주장하였다(큰 은혜를 내린 요시타카가 살해당한 의분 때문이라는 설도 있다). 그러나, 모토나리는 전력상의 열세를 이유로 신중한 자세를 취한다. 여기서 다카모토의 중신들이 움직여 모토나리에게 결심을 바꿀 것을 재촉하고, 가문 내에도 스에 씨의 횡포와 무자비함을 선전하였다. 그러한 행동이 효과가 있었는지, 모토나리도 곧 스에 씨와의 대결을 결정하게 되었다. (단, 모토나리는 꽤 이전부터 스에와의 단교, 오우치 병탄을 결심하고 있었다고 여겨진다. 다카모토의 강경책에 굳이 반대한 것은, 가문 내의 스에 씨에 대한 공포를 침투시켜 의견의 일치를 꾀하는 동시에, 스에 쪽에 「모리 가문은 아직 의견이 통일되지 않았다」라고 생각하게 하여 방심시키기 위한 모략라고도 일컬어진다)
고지(弘治) 원년(1555년), 부친 모토나리와 함께 옛 친구 스에 하루카타를 이쓰쿠시마 전투(厳島の戦い)에서 멸망시켰다. 다카모토는 모토나리와 함께 본진을 이끌고 이쓰쿠시마로 건너갔다. 또한, 폭풍우에 겁먹어 이쓰쿠시마로 건너가는 것을 반대하는 장병들을 분기시키기 위해, 다카모토는 모토나리의 제지에도 아랑곳않고 자신이 먼저 배에 탔다고 한다. (당초, 모토나리로부터 종군을 거절당했으나, 다카모토는「저 혼자만 살아 남아 봐야, 우리 가문의 활과 화살이 성립 될 수 있겠습니까」라고 탄원하여 동행을 허락받았다는 일화가 있다)
고지 3년(1557년), 부친 모토나리가 은거하여, 가독을 승계하여 모리 가문의 당주가 되지만（1546년 상속설에 대해서는 앞서 기술하였다), 실권은 은거한 모토나리가 계속 가지고 있었다. 이것은 모리가를 둘러싼 사정이 여전히 험악했다는 이유도 있으나, 자신의 기량에 자신을 갖지 못한 다카모토가, 실권의 이양을 사양했기 때문이기도 하다.

### 슈고 취임~의문의 죽음
고지 3년(1557년)에 스오・나가토를 공략하여, 오우치 요시나가(大内義長)를 멸망시켰다. 그러나 구 오우치 영지를 둘러싸고 서쪽에서는 분고(豊後)의 오토모 소린(大友宗麟)이, 북쪽에서는 이즈모의 아마고 하루히사(尼子晴久)가 침공해 들어와, 모토나리는 북쪽의 아마고 가문, 다카모토는 서쪽의 오토모 가문에 대처하게 되었다. 모리 가문에 있어서 커다란 위기 상황이었으나, 다카모토는 동생 다카카게의 지원을 받으며 오토모 가문을 격퇴하는데 성공한다.
에이로쿠(永禄) 2년(1559년), 모토나리와 연서로 오기마치 천황(正親町天皇)의 즉위 축하금을 헌납하여, 종사위하 다이젠다이부에 임명된다.
에이로쿠 3년(1560년), 제 13대 쇼군 아시카가 요시테루(足利義輝)에게 아키 슈고에 임명되고, 에이로쿠 5년(1562년)에는 빗추와 나가토의 슈고직, 에이로쿠 6년(1563년)에 스오 슈고에 임명되었다.(이 때, 다카모토는 요시테루로부터 히타타레(直垂, 무사의 예복)를 하사받았으나, 다카모토는 사양하고 모토나리에게 양보했다) 이로써 모리 가문은, 정식으로 주고쿠 지방의 다이묘라는 입장을 인정받게 되었다.
에이로쿠 3년(1560년)에 아마고 하루히사가 급사하여 아마고 가문의 세력이 쇠퇴하기 시작하자, 규슈전선을 맡고 있던 다카모토는 바쿠후(幕府)의 중개를 이용하여 오토모 소린과 화의를 맺고, 아마고 토벌에 전력을 기울인다.
그리나 에이로쿠 6년(1563년) 9월 1일, 아마고 공격에 참가하던 중, 모리 가문 휘하의 고쿠진인 빗추의 와치 마사하루(和智誠春)의 접대를 받은 직후, 아키의 사사베(佐々部)에서 급사했다. 향년 41세. 사인은 식중독 또는 독살이라고 하며, 부고를 접했을 때 부친 모토나리의 비탄은 심상치 않은 것이었다고 한다. 그 뒤, 모토나리는 와치 마사하루・신자부로(新三郎)・유타니 마타하치로(湯谷又八郎)・마타자에몬(又左衛門)・아카가와 모토야스(赤川元保)등을 암살 혐의로 주살, 혹은 할복시켰다. (단, 그 뒤에 아카가와 모토야스에 대해서는 무고했을 가능성이 있어서 후회했다고도 한다)
모리 가문의 가독은 다카모토의 적남 데루모토가 이었으나, 데루모토가 어렸으므로 모토나리가 실질적인 당주로서 더욱 강하게 주도권을 쥐게 되었다.

## 인물・일화
현존하는 정치 문서와 서신에 의하면, 다카모토는 온후하고 인간미 넘치는 성격으로, 부친 모토나리처럼 초연한 태도를 취하지 못하고, 항상 유능한 아버지와 동생들 때문에 고민했던 면이 보인다.
- 일반적으로 온후하고 독실하며, 효심이 깊은 인장(仁将)이라고 한다. 그러나 한편으로는, 모토나리의 은거 표명에는 낭패하여,「아버지가 은거하신다면, 저 자신도 고즈루마루에게 가독을 물려주고 은거하겠습니다」라고 자포자기하며 한탄했다. 또한 평소에도 서신 등에서「저는 본래, 재능과 기지가 없고 기량이 부족합니다.」라고 자조적으로 적고 있는 경우가 많은 등, 극히 자기비하가 심한 인물이었던 것이 엿보인다. 모토나리는 서간에서 다카모토를 「우유부단하여 무장으로서의 자질이 부족하다」라고 평하고 있어, 다카모토에게 실권이 이양되지 않은 이유는, 다카모토의 이러한 성격에 있다고 한다.

- 부친 모토나리의 존재는 다카모토의 인격 형성에 가장 크게 영향을 끼쳤다. 다카모토가 어떠한 공적을 세워도 모토나리의 공적이 되어, 다카모토의 재능이 거의 평가받지 못했기 때문이다. 서간에서도 다카모토도 그것을 자각하고 있었다는 구절이 있어, 「명장에게서는 불우한 자식이 태어난다」라고 자조적으로 적고 있다. 동시에, 아버지의 「위업」을 자신이 실추시키는 것을 병적일 정도로 두려워하여, 다카모토가 이쓰쿠시마 신사에 바친 기원문에는 「단지 부친의 무운장구(武運長久), 무병식재(無病息災)만을 바란다. 그것을 위해서라면 내가 신명을 바쳐도 좋다」라고 적었다.

- 생전에 적극적인 자기주장을 내세우지 않았고, 실권을 장악하지 않았던 탓에, 후세에는 동생 모토하루(元春)・다카카게와 비교되어, 수수하고 범용한 인물이라는 인상이 강하다. 그러나 입장 상 여러 제약을 받으면서도, 법도・훈계를 다수 제정하여 내정을 충실하게 하고, 지방영주들과 호혜관계를 맺는 등, 모리 가문의 존속과 세력 확대를 위해 정력적으로 활동했다는 것은 의심의 여지 없는 사실이다. 다카모토의 사후에 그 사실을 알게 된 모토하루와 다카카게는 경탄하여, 모리 가문을 위해 더욱 열심히 진력하게 되었다.

- 내정・재무 능력에 뛰어났다고 한다. (그의 사후, 모리 가문의 수입은 2천 관≒4천 석 정도 감소했다. 또한 지방의 고쿠진 영주들과의 절충은, 관례 등에서 엇갈림이 생겨났다) 또한 정치면에서도 뛰어나, 만년, 모토나리 직속의 중신들과 다카모토 직속의 관리들 간의 의견 대립이 생겼다는 점에서, 독자적인 파벌을 조직할 정도의 정치력을 가지고 있었다고 여겨진다.

- 「세 자루의 화살(三本の矢)」의 일화의 영향도 있어, 현재는 사이가 좋았다고 전해지는 삼형제(다카모토, 모토하루, 다카카게)지만, 실제로는 영지 분할과 세 가문 각자의 운영, 거기에 삼형제 각자의 성격의 차이 등, 여러 가지 문제를 안고 있어, 결코 사이가 좋지만은 않았다. 사실 다카모토는 부친 모토나리를 향해 「최근에 모토하루와 다카카게는 요시다고리야마에 와도 길게 머물지 않고, 각자의 집안일에만 고집하고, 상담할 일이 있어도 내가 아닌 아버님께만 말씀드립니다. 이것은 두 사람이 나를 깔보고 따돌리는 것 같아서, 굉장히 화가 납니다」라는 뜻의 서신을 보냈다. 이 서신에 의해 모토나리는 삼형제의 불화를 통감하여, 『삼형제 교훈장(三子教訓状)』의 발행과 모리 료센(毛利両川) 체제의 구축을 생각해 냈다고 여겨진다.

- 오우치 요시타카가 스에 다카후사에게 공격당한 다이네이지의 변(大寧寺の変)을 맞아서는,「언젠가 스에 군은 반드시 모리에게도 공격하여 올 것이다. 수동적인 자세로 있는 것보다 힘이 있을 때 싸워야만 한다」라고 말하며 스에 군과의 교전을 강하게 주장했다. 모토나리는 다카모토의 사후, 서신에서 「다카모토가 살아 있을 때는 든든했다」라고 개탄했다.

- 실전 지휘관으로서의 공적 중 유명한 것은 부젠(豊前) 마쓰야마성(松山城) 근교에서 벌어진 분고 오토모 가문과의 교전이다. 이 때, 부친 모토나리와 동생 모토하루는 아마고 가문과 교전하고 있어, 이 방면은 내정・군사 양면을 다카모토가 담당하고 있었다. 마쓰야마 성 전투에서 오토모 군이 다카모토 지휘의 모리 군에게 격퇴당하여, 전선은 교착상태, 후에 모리・오토모 간의 강화가 맺어진다. 그 외 유명한 것으로는, 스오・나가토 경략 때의 스스마누마 성(須々万沼城) 공략전이다. 이 때는 모토나리로부터 성 공격을 위임받았지만, 우군에게 막대한 피해를 내고 패퇴하였다. 스스마누마 성은 동생 다카카게도 공략에 실패한 견고한 성으로, 최종적으로는 모토나리 자신의 지휘하에 공략하였다. 또한, 이 외에도 덴분 21년(1552년)에 아키 사이죠(西条)의 쓰치야마 성(槌山城)을 공격하며 낙성시켰다.

- 에도시대 중기의 조슈번(長州藩) 번주 모리 시게타카(毛利重就)는「문(文)으로써 다스리고, 무(武)로써 지킨다. 공(功)을 싱찬하면, 곧 충성하는 자가 늘어난다. 죄를 벌하면, 곧 죄있는 자가 사라진다. 상을 내리는 데 주저하지 말라」라는 가훈을 좌우명으로 삼았는데, 이것은 다카모토가 생전에 자계로서 남긴 말 중에서 발췌한 것이다. 또한 막말의 조슈 번사 요시다 쇼인(吉田松陰)은 저작인 <<쇼에이 공 전(常栄公伝)>>(「쇼에이 공」은 다카모토를 가리킴)에서 「품행은 단정하고, 적에 임하여는 용감하며, 인과 효가 두터운 훌륭한 장수였다. 그 생애는, 실로 다이라노 시게모리(平重盛)와 같다」라고 평했다.

## 등장 작품
- 《모리 모토나리》 (1997년, NHK 대하드라마, 배우：카나자와 타쿠미 → 카미카와 타카야)

| 전임 모리 모토나리 | 제13대 아키 모리 가문 당주 1557년 ~ 1563년 | 후임 모리 데루모토 |